# Street Fighter: The Movie (videojuego doméstico)
Street Fighter: The Movie, lanzado en Japón como Street Fighter: Real Battle on Film (ストリートファイター リアルバトル オン フィルム?), es un juego de lucha de 1995 lanzado para PlayStation y Sega Saturn. El juego está basado en la película de Street Fighter de imagen real de 1994, y utiliza imágenes digitalizadas del elenco de la película posando como los personajes del juego. Aunque comparte su título con el juego de arcade Street Fighter: The Movie, la versión doméstica no es una adaptación sino un juego similar desarrollado con la misma premisa. La versión doméstica fue desarrollada y distribuida por Capcom en Japón y lanzado en Norteamérica y Europa por Acclaim.

## Jugabilidad

### Sistema
La versión doméstica de Street Fighter: The Movie está basada en Super Street Fighter II Turbo, pero utiliza las mismas imágenes digitalizadas del elenco de la película que fueron utilizadas en la versión arcade. En adición a los movimientos especiales y Super Combos regulares, los jugadores también pueden realizar versiones más poderosas de los movimientos especiales de su personaje conocidos como "Super Special Moves". Al igual que los "ES Moves" incluidos en Night Warriors y los "EX Specials" introducidos en Street Fighter III: 2nd Impact, un Super Special requiere que la barra de Super Combo esté al menos al 50% (después de que la porción llena de la barra se vuelva azul) y se puede realizar mediante la ejecución del mismo comando como un movimiento especial regular, pero presionando dos botones de ataque en vez de uno. Cuando la barra de Super Combo está llena, el jugador puede realizar un número ilimitado de Super Speciales hasta que el jugador realice un Super Combo.
Además, es el primer videojuego de Street Fighter en usar una barra de Super Combos que más tarde, se usaría en Hyper Street Fighter II (PS2, Xbox) al seleccionar Modo "SUPER T" (SUPER TURBO).

### Modos de juego
Hay cuatro modos de juego disponibles. El modo primario para un jugador, "Movie Battle", es un modo basado en la historia que sigue el argumento de la película. El jugador toma control de Guile, quien está en una misión para infiltrar la guarida de Bison en la ciudad de Shadaloo. El jugador puede elegir entre diferentes puntos de ramificación después de ciertas peleas, lo que determina el número de oponentes que serán enfrentados antes del próximo punto de ramificación, hasta llegar a la pelea final contra Bison. Después de completar el modo Movie Battle, un video musical del tema principal de la película "Something There" de Chage & Aska será reproducido.
Los otros modos de juego incluyen un modo de juego estilo arcade llamado "Street Battle", donde el jugador puede elegir a un personaje y luego enfrentar una serie de doce personajes controlados por la computadora, culminando con Zangief, Dee-Jay, Sagat y Bison; "Vs. Mode", un modo estándar de dos jugadores como los anteriores juegos de Street Fighter; y "Trial Mode", donde el jugador pelea contra un oponente elegido controlado por la computadora para alcanzar un alto puntaje o récord de tiempo rápido.
Para este juego, los personajes tuvieron nuevos temas musicales durante las peleas.

## Personajes
La versión doméstica de Street Fighter: The Movie incluye a muchos de los mismos personajes de su homólogo arcade, con algunas diferencias significantes. El personaje de Sawada, que es original de la película, está incluido en ambas versiones, no obstante sus movimientos son diferentes de los entregados en la versión arcade. El personaje original Blade del juego de arcade, junto con sus tropas de Bison de paleta cambiada, no están incluidos en las versiones domésticas. Akuma, quien fue un personaje regular en el juego de arcade, es una vez más, un personaje oculto, quien es sólo seleccionable por medio de un código secreto y sólo se puede pelear con él durante el modo de un jugador después de cumplir ciertos requisitos. Dos personajes de la película de Street Fighter que no estuvieron en la versión arcade también están incluidos: Dee Jay (interpretado por Miguel A. Núñez, Jr.) y Blanka (interpretado por Kim Repia).
Raúl Juliá fue considerado para retomar su rol como M. Bison para la versión videojuego. Aunque se encontró con el personal del juego, él ya estaba muy enfermo, y finalmente no fue capaz de participar en el proyecto. Darko Tuscan, el doble de Juliá en la película, tomó el rol en su reemplazo.